# Reggina 1914

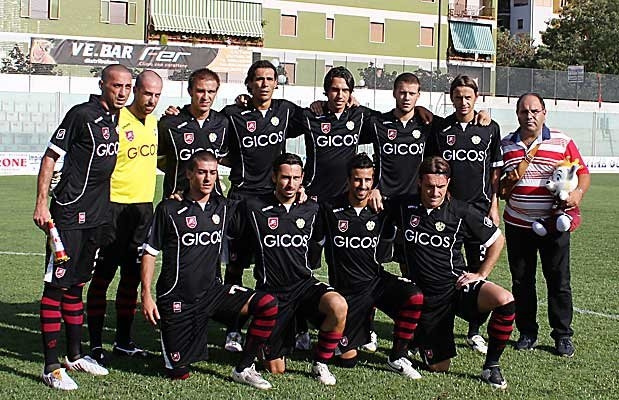

Urbs Reggina 1914, thường được gọi là Reggina, là một câu lạc bộ bóng đá Ý có trụ sở tại Reggio Calabria. Được thành lập vào năm 1914, và chơi các trận đấu trên sân nhà của họ tại sân vận động 27.763 chỗ ngồi Stadio Oreste Granillo. Cổ đông lớn của họ là Mimmo Praticò, cựu chủ tịch khu vực của CONI. Ông đã nắm quyền kiểm soát câu lạc bộ vào năm 2015 sau khi đội tuyên bố phá sản. Họ được mệnh danh là Amaranto (rau dền) sau khi màu sắc chính thức của họ. Câu lạc bộ cũng được biết đến trước đây là Reggina Calcio cũng như ASD Reggio Calabria hoặc SSD Reggio Calabria trong mùa 2015-16.

## Lịch sử

Logo được sử dụng bởi câu lạc bộ giữa 2007 2007

Câu lạc bộ được thành lập vào ngày 11 tháng 1 năm 1914 với tên Unione Sportiva Reggio Calabria, và đã đổi tên nhiều lần (Società Calcistica Reggio, Câu lạc bộ bóng đá Reggio, Associazione Sportiva Reggina, Società Sportiva La Dominante), cuối cùng có tên hiện tại vào năm 1986. Trong những năm gần đây, Reggina đã thi đấu xen kẽ giữa hai cấp độ hàng đầu của giải đấu Ý. Họ đã đạt đến giải hạng nhất Serie A lần đầu tiên vào năm 1999. Hai năm sau, họ thua một trận play-off xuống hạng trước Verona, do đó bị xuống hạng ở Serie B. Reggina về thứ ba tại Serie B năm 2002, trở lại Serie A. Năm 2003, Reggina sống sót sau trận đấu xuống hạng với Atalanta. Họ sẽ dành 7 năm tiếp theo để duy trì tại Serie A cho đến khi họ xuống hạng lần cuối cùng trong mùa giải 2008-09.
Họ đã bị truy tố vào năm 2006 vì tội gian lận thể thao như là một phần của làn sóng điều tra vụ bê bối Serie A thứ hai. Ban đầu bị trừng phạt 15 điểm tại Serie A 2006-2007, sau đó giảm xuống còn 11 điểm sau khi kháng cáo. Mặc dù bị trừ điểm nặng nề, Reggina tự cứu mình khỏi nguy cơ xuống hạng, đánh bại nhà vô địch UEFA Champions League Milan tại vòng cuối cùng và kết thúc mùa giải với 40 điểm (bao gồm cả điểm trừ), chỉ cần một điểm duy nhất để thoát khỏi vị trí thứ ba từ dưới đếm lên, chiếm bởi Chievo. Tuy nhiên, họ đã bắt đầu mùa giải 2006-07 của họ rất kém, khiến huấn luyện viên trưởng Massimo Ficcadenti bị sa thải và được thay thế bởi Renzo Ulivieri. Một sự thay đổi về nhà cầm quân lần thứ ba, với Ulivieri bị sa thải và thay thế bằng Nevio Desserti, đã chứng tỏ là thành công khi Reggina cải thiện kết quả và màn trình diễn của họ, thoát khỏi sự xuống hạng với chiến thắng quan trọng tại Catania và sân nhà trước Empoli. Untili sau đó đã xác nhận là vị trí lãnh đạo của rau dền cho mùa 2008-09.

### Serie B
Kể từ khi xuống hạng vào mùa 2008-09, Reggina đã không có duyên trong nỗ lực trở lại giải đấu hàng đầu của Ý. Mùa giải 2009-10 có ba huấn luyện viên; Walter Novellino, Ivo Iaconi, Roberto Breda. Mặc dù sở hữu các tên tuổi như Bonazzoli, Carmona, Tedesco, Brienza và ngôi sao trưởng thành Missiroli, họ không thể có được vị trí tốt hơn vị trí thứ 13. Thất vọng cho một đội vừa xuống hạng từ giải đầu hàng đầu. Cầu thủ ghi bàn hàng đầu tại mùa giải là Brienza với 12.
Mùa 2010-11 được coi là một trong những trận đấu hay nhất của Amaranto ở Serie B. Thật đáng kinh ngạc là họ sẽ thực hiện vòng tròn huấn luyện thông thường của họ, vì Gianluca Atzori dẫn họ đến vị trí thứ 6 và chơi cho Serie A. và vấp ngã ở chướng ngại vật cuối cùng khi thua Novara trong trận play-off. Những cầu thủ hàng đầu bao gồm; Acerbi, Missiroli, Tedesco, Brienza, Bonazzoli (C) và cầu thủ Milan Loanee Adiyiah. Cầu thủ ghi bàn hàng đầu: Bonazzoli với 19 bàn 
Mùa giải 2011-12 là một mùa giải đáng thất vọng khác của Amaranto, với vị trí thứ 12. Hai huấn luyện viên đã chịu trách nhiệm về Reggina mùa này; Ban đầu, Roberto Breda, trước khi bị sa thải và được thay thế bởi Angelo Gregucci, chỉ được thay thế bởi Breda một lần nữa vào cuối mùa giải. Không giống như mùa trước họ không chơi trận play-off. Những cầu thủ hàng đầu trong đội hình mùa này bao gồm: Adejo, Emerson, (Ramos Borges Emerson), Missiroli, Bonazzoli (C) và Ceravolo. Người ghi bàn hàng đầu là Ceravolo với 11
Mùa 2012-13 sẽ được tổ chức với một cuộc tranh cãi khác tương tự như năm 2006. Reggina đã bị phạt vì vụ bê bối dàn xếp trận đấu mới nhất đánh vào bờ biển Ý và bị phạt −4 điểm do đó. Sau khi kháng cáo, nó đã giảm xuống còn 2. Họ đã tranh chấp các vị trí thi đấu cho đến những vòng đấu cuối cùng nơi mà phong độ kém đã chứng kiến họ kết thúc mùa giải ở vị trí thứ 11.
Mùa giải 2013-14 đã kết thúc trong thảm họa, khi Reggina chỉ thắng sáu trong số 42 trận và kết thúc ở vị trí thứ hai từ dưới đếm lên, dẫn đến việc xuống hạng với Lega Pro. Mùa giải cũng đánh dấu sự nghỉ hưu của Foti từ vai trò chủ tịch, người được trao lại cho Giuseppe Ranieri.

### Lega Pro
Đối với mùa giải 2014-15 Lega Pro của câu lạc bộ, Reggina bắt đầu mùa giải với cựu đội trưởng Francesco Cozza làm huấn luyện viên trưởng. Sau một khởi đầu khó khăn của mùa giải và hai lần thay đổi huấn luyện, huấn luyện viên đội trẻ và cựu cầu thủ Giacomo Tedesco đã được thuê làm huấn luyện viên trưởng cho ba tuần cuối cùng của mùa giải. Mặc dù chiến thắng hai trong ba trận đấu cuối cùng, Reggina đã hoàn thành cuối cùng trong giải đấu và sẽ phải dựa vào kháng cáo về hình phạt điểm của họ để nâng họ ra khỏi khu vực xuống hạng. Kháng cáo đã thành công và 2 điểm đã được trả lại để di chuyển đội ra khỏi vị trí cuối cùng. Tedesco đã dẫn dắt đội bóng sống sót trong trận đấu với đối thủ Messina.

### Serie D một năm

Logo được sử dụng trong mùa 2015 201516

Mặc dù tránh xuống hạng trong mùa giải  2014-15, Reggina đã không đáp ứng được thời hạn cuối cùng để đăng ký Lega Pro và câu lạc bộ tuyên bố phá sản. Một câu lạc bộ mới, ASD Reggio Calabria, đã được cải tổ để chơi tại Serie D cho mùa giải 2015-16, Reggio Calabria kết thúc mùa giải ở vị trí thứ 4, thua ở vòng playoffs đầu tiên trước Cavese. Trong mùa giải, câu lạc bộ cũng kết hợp lại từ associazione sportiva Dilettantistica sang società sportiva Dilettantistiche một hình thức pháp lý responsabilità limata.

### Trở lại Serie C
Vào tháng 6 năm 2016, có thông tin rằng câu lạc bộ đã được đổi tên từ"SSD Reggio Calabria a rl"thành"SSD Urbs Sportiva Reggina 1914 a rl. Câu lạc bộ sau đó được đổi tên thành Urbs Reggina 1914 Srl. Mặc dù kết thúc mùa giải với trận thua của vòng đầu tiên của playoffs thúc đẩy 2015-16 Serie D, câu lạc bộ đã đệ đơn xin Lega Pro (sau này đổi tên Serie C) qua vòng đấu vớt để điền vào một trong các vị trí cho mùa giải 2016-17  và đã được thừa nhận thành công. Reggina kết thúc mùa giải ở vị trí thứ 13. Vào tháng 12 năm 2018, đối mặt với một cuộc khủng hoảng với một cuộc đình công của các cầu thủ do không trả lương, đội đã được bán cho doanh nhân người Ý, Tiến sĩ Luca Gallo. Tiền lương chưa được trả ngay lập tức được chuyển khoản và một cuộc đình công đã tránh được. Tiến sĩ Gallo đã chính thức được công bố là chủ tịch và giám đốc duy nhất của câu lạc bộ vào tháng 1 năm 2019.

## Đối thủ
Reggina là đối thủ đáng gờm với hàng xóm Messina, những đội chỉ cách nhau mười lăm phút đi phà. Hai lần mỗi mùa họ đụng độ ở Derby dello Stretto (Eo biển Messina Derby). Trong mùa 2014-15, Reggina đã đánh bại Messina ở cả hai lượt của trận play-off để đưa Messina xuống Serie D. Ngoài ra còn có một trận derby Calabrian lớn giữa Reggina và Crotone cũng như một trận derby nhỏ với Napoli.